# Zdenka Sertić
Zdenka Sertić (Sveti Ivan Zelina, 16. siječnja 1899. – Zagreb, 19. prosinca 1986.), hrvatska slikarica i etnografkinja.

## Privatni život i školovanje
Rođena je od oca Milana (Krivi Put, Lika) i majke Zlate rođ. Rogina  (Zlatar, Hrvatsko zagorje). U rodnom mjestu je pohađala osnovnu školu. Nakon premještaja oca, državnog činovnika, polazila je Višu djevojačku školu u Karlovcu, pa Ženski licej – latinski odio u Zagrebu. Maturirala je 1917.god. Iste godine upisala je Višu školu za umjetnost i obrt, a Akademiju likovnih umjetnosti – slikarski odio, završila je u klasi prof.Ljube Babića. Za vrijeme studija profesori su joj bili Ferdinand Kovačević, Oton Iveković, Menci Klement Crnčić i Bela Csikos Sessia. Nakon položenog ispita za profesora srednje škole, nastavila je usavršavanje u Berlinu (1922.) i Parizu (1925.) Od 1927. bila je namještena kao kustos i slikarica u Etnografskom muzeju u Zagrebu, gdje je od 1939. do 1941. bila vršiteljica dužnosti ravnatelja. Umirovljena je 1959. godine, nakon čega do smrti djeluje kao slobodna umjetnica.

## O njenom radu
U pristupu bogatoj baštini hrvatskog i južnoslavenskog narodnog umjeća i kulture, Zdenka Sertić na izvanredan način usklađuje znanstvenu i likovnu obradu tematike kojom se bavi. Osnova i istinska vrijednost njezinih radova potječe iz iscrpnog proučavanja povjesnog, kulturnog i geografskog materijala – a što je najznačajnije – iz neposrednog dodira s okolinom i narodom kraja koji u svojim radovima prikazuje. U raznovrsnim tehnikama majstorski je prikazala ne samo narodne nošnje i običaje, već i pučke zgrade, keramiku, drvorezbarstvo te radove na platnu i staklu. U znanstvenom pristupu temama koje prikazuje, oslanja se uz ostale izvore, na etnološke studije Mirka Kusa-Nikolajeva, s kojim je dulje vrijeme surađivala. Pored slikarskog stvaranja, Zdenka Sertić je izrađivala spomenice, diplome, plakate, ex librise, opremu knjiga te više serija maraka, koje su postigle najviše ocjene. Surađivala je u Jugoslavenskoj i Općoj enciklopediji. Sudjelovala je na izložbama u domovini te u Parizu, Leipzigu, Barceloni,  Berlinu, Kopenhagenu, Haagu i Bruxellesu.

## Vanjske poveznice
- Sertić, Zdenka Hrvatska enciklopedija. LZMK
- LZMK / Proleksis enciklopedija: Sertić, Zdenka
- Zdenka Sertić na www.croatianhistory.net